# Robert Laurent Vibert
Robert Laurent Vibert (Saint-Genix-sur-Guiers (Alvèrnia-Roine-Alps), 14 de març de 1884 - Lió (Alvèrnia-Roine-Alps), 1925), fou un mecenes, historiador i industrial francès.

## Biografia
Robert Laurent va néixer a l'antiga comuna de Saint-Genix-sur-Guiers (ara anomenada Saint-Genix-les-Villages). Quan tenia 3 anys, amb el seu germà gran, va acompanyar els seus pares a Guyana per seguir el trasllat professional del seu pare. Malauradament, l'aclimatació tropical és difícil i la família torna ràpidament a Savoia. Robert va perdre successivament la seva mare el 1892 i el seu pare el 1894. Orfe als 10 anys, va ser confiat a la cura de la seva padrina i el seu marit (Joséphine i François Vibert). Després de la seva adopció oficial per la seva nova família, ara es diu Robert Laurent-Vibert.

## Estudiant
Va resultar ser un estudiant brillant, passant per l'escola Ozanam (Lió) i després per l'institut Ampère on va rebre classes de retòrica d'Édouard Herriot que va desenvolupar la seva atracció per les lletres. Va guanyar el segon premi al concurs general de 1901 i el premi d'honor del concurs general de retòrica el 1902.
Va optar per continuar els seus estudis a l'École Normale Supérieure i no a l'École polytechnique com els haurien volgut els seus pares. Se'n va graduar el 1907, ocupant el quart lloc als 23 anys. Després ingressà a l'Escola Francesa de Roma fins al 1909. Durant aquesta estada, es va fer amistat amb Pierre Bourdon amb qui va estudiar a fons el Palau Farnese, André Piganiol i Henri Focillon. També va participar en excavacions arqueològiques, primer a la regió de Minturnes situada entre Nàpols i Roma en companyia d'André Piganiol, després a Sicília o Tunísia (Haïdra). Cada campanya es objecte de publicació.
Després va ser nomenat professor d'història a l'institut Rouget-de-Lisle de Lons-le-Saunier on va treballar breument (abril de 1910 - juny de 1911). Durant la seva estada al Jura ingressà a la Societat d'Emulació del Jura, patrocinada per E. Monot (col·lega de l'institut de nois de Lons) i pel pare Perrod (capellà del mateix institut). Hi seu com a soci resident a la capital (1910-1917) després corresponsal (1918-1923). També va ser membre l'any 1921 de la Societat Històrica, Arqueològica i Literària de Lió.

## Militar
Mobilitzat l'any 1914 com a segon tinent del 22è Regiment d'Artilleria. Coneix allà les guerres de trinxeres sent l'encarregat de comandar un batalló de 230 peluts i de defensar 450 m. de la línia del front. El seu comportament heroic durant un atac a un lloc anomenat Bois-Etoilé (regió d'Amiens) li va valer la Creu de Guerra el novembre de 1914, però va resultar ferit dues vegades. El 1915 fou ascendit a tinent. Una explosió d'obusos prop del seu campament li va causar múltiples ferides, fet que li va valer una nova citació militar el 15 de setembre de 1915. Un mal esquinç li va fer retirar del front. Va ser nomenat cavaller de la Legió d'Honor al final de la guerra.

## El diplomàtic i l'historiador
Després va ser enviat en missió a Grècia del gener de 1916 a l'octubre de 1918, a l'Exèrcit d'Orient. El seu talent com a organitzador el va portar a ser escollit per ajudar les autoritats gregues a reorganitzar el ministeri de subministrament. En aquesta ocasió, freqüenta el primer ministre Elevthérios Venizelos. Durant aquesta estada, va fundar la Revue franco-macédonienne [arxiu].
En acabar la guerra, va ser l'encarregat de presentar al sots-secretari de la Marina Mercant una petició relativa a les relacions entre França i Salònica. El senyor Bouisson, que ocupa aquest càrrec, es deixa seduir per la claredat i la certesa del seu criteri i aconsegueix mantenir-lo durant un temps amb ell dins del seu gabinet.
Com a tal, participa en les conferències preliminars de pau a Spa; esdevingué delegat a la Comissió Econòmica per a la redacció del Tractat de Versalles. Alguns articles del tractat de pau estan a la seva mà.
Després va deixar la política per dedicar-se al seu negoci.

## Industrial
El seu pare era propietari d'una modesta farmàcia a Lió (situada al 89 boulevard Berthelot de Lió) i havia conegut Charles Hahn que acabava de desenvolupar una loció per al cabell. Va crear l'empresa Pétrole Hahn encarregada de produir i distribuir els productes de la marca. Sentint-se minvat, demana a Robert que es faci càrrec de l'empresa familiar i que la faci fructífera. Va resultar ser un mecenes social.
| « | <"Entre l'empresari i el treballador, hi ha d'haver entesa, acord. Només hi pot haver bons resultats si hi ha harmonia, fins i tot diria afecte entre el cap i els seus col·laboradors"> | » |

.També demostra ser un cap molt eficaç. A les seves mans, l'empresa va experimentar un creixement molt fort. Aleshores viu al 15 boulevard des Belges a Lió. Va crear i organitzar el sindicat de perfumeria a Lió, que va presidir.
Delega tasques diàries en col·laboradors seleccionats, la qual cosa li permet disposar del temps necessari per viatjar a l'estranger.

## Viatger
Després de la seva estada a l'Exèrcit d'Orient, no va deixar mai de vagar per l'Est (de fet, l'Orient Mitjà). Es va quedar a Mesopotàmia, Palestina, Síria, Egipte, Turquia. Travessa els deserts amb cotxes especialment equipats, conduint dia i nit, o amb el tren per arribar a Mossul.
Dotat de cartes de recomanació, va ser rebut per tot arreu: pels emirs locals, pel rei Faisal I a Bagdad, per les autoritats franceses i angleses. Descriu les seves impressions en llibres, el més important dels quals, El que he vist en Orient, resum de les seves dues estades el 1923 i el 1924, va tenir repercussió nacional, especialment en els cercles polítics i diplomàtics.

## Mecenes
Durant un viatge a la Provença l'any 1920, Robert Laurent-Vibert va arribar al poble de Lormarin i va descobrir el seu castell en un estat lamentable. Només l'estructura es manté en peu, tots els equipaments interiors i exteriors estan deteriorats i abandonats. No obstant això, va decidir comprar-lo molt ràpidament i en va confiar la restauració a Henri Pacon (arquitecte) i al seu amic Charles Martel (pintor d'Avinyó).
Un cop restaurat, el castell acull conferències i actes artístics. Decideix crear una fundació que contribuirà "modestament però eficaçment a salvaguardar l'Art i el Pensament de la Pàtria", inspirada en el model de la Vila Mèdici de Roma que ha conegut bé durant els seus viatges. Amb aquesta finalitat, va llegar per testament (23 de març de 1923) el castell i les seves col·leccions a l'Acadèmia de Ciències, Agricultura, Art i Belles Lettres d'Aix-en-Provence. Això va crear la Fundació Lourmarin Laurent-Vibert. Va ser reconeguda com a d'utilitat pública per decret del 31 d'agost de 1927. Henri Bosco, novel·lista d'Avinyó i fidel company7 el va ajudar a crear i gestionar la Fundació, seguirà participant en la seva gestió després de la seva mort8.

## Obituaris
- http://clio.ish-lyon.cnrs.fr/patrons/AC000008208/AC000008208Doc1465.pdf
- R. Laurent-Vibert par un groupe de ses amis, Lyon, 1926.
- R. Laurent-Vibert. In memoriam, 1971.